# Lachlan Elmer
Lachlan Anthony Elmer (* 7. Juni 1969 in Melbourne) ist ein ehemaliger australischer Hockeyspieler, der mit der australischen Hockeynationalmannschaft 1992 Olympiazweiter und 1996 Olympiadritter war.

## Sportliche Karriere
Bei den Olympischen Spielen 1992 in Barcelona siegten die Australier in vier Spielen der Vorrunde und spielten gegen die Deutschen unentschieden. Nach ihrem Halbfinalsieg über die Niederländer trafen die Australier im Finale wieder auf die deutsche Mannschaft und unterlagen mit 1:2. Lachlan Elmer wirkte in vier Spielen mit. 1994 war Australien Gastgeber der Weltmeisterschaft in Sydney. Die australische Mannschaft unterlag im Halbfinale den Niederländern mit 1:3. Im Kampf um Bronze bezwangen die Australier die deutsche Mannschaft mit 5:2. Elmer war in fünf von sieben Spielen dabei und schoss ein Tor im Vorrundenspiel gegen Belarus.
Zwei Jahre später bei den Olympischen Spielen 1996 in Atlanta qualifizierten sich die Australier trotz einer Vorrundenniederlage gegen die Niederländer für das Halbfinale. Nach der Halbfinalniederlage gegen die Spanier trafen die Australier im Spiel um Bronze auf die Deutschen und gewannen mit 3:2. Elmer war in allen sieben Spielen dabei, erzielte aber keinen Treffer. Bei der Weltmeisterschaft 1998 in Utrecht unterlagen die Australier im Halbfinale den niederländischen Herren mit 2:6. Das Spiel um Bronze verloren sie gegen die Deutschen mit 0:1.
Der 1,91 m große Lachlan Elmer spielte für den Doncaster Athletic Club in Melbourne. Sein Bruder James Elmer war ebenfalls olympischer Medaillengewinner im Hockey.